# Zentralrumänien

Zentralrumänien

Zentralrumänien (rumänisch Centru) ist eine der acht Planungsregionen in Rumänien auf der Ebene NUTS 2. Wie andere Entwicklungsregionen hat sie keine Verwaltungsbefugnisse. Ihre Hauptaufgabe ist die Koordinierung regionaler Entwicklungsprojekte und die Verwaltung von EU-Mitteln.

## Geografie
Centru liegt im Zentrum Rumäniens, innerhalb der großen Krümmung der Karpaten, an den Ober- und Mittelläufen von Mureș und Olt, die vom 25. östlichen Meridian und dem 46. nördlichen Breitengrad gekreuzt werden. Die Region besteht aus folgenden sechs Kreisen:
- Kreis Alba
- Kreis Brașov
- Kreis Covasna
- Kreis Harghita
- Kreis Mureș
- Kreis Sibiu

## Demografie
Die Einwohnerzahl lag im Jahr 2021 bei 2.302.227 Personen auf ca. 34.000 km². Die Region ist eine der ethnisch vielfältigsten in Rumänien: 65,4 % der Bevölkerung sind Rumänen, 29,9 % sind Ungarn und 4 % sind Roma. Der größte Teil der ungarischen Bevölkerung konzentriert sich in den Kreisen Harghita und Covasna, wo sie die Mehrheit der Bevölkerung stellen.

### Bevölkerungsentwicklung
| Jahr             | Einwohnerzahl |
| ---------------- | ------------- |
| 1977 (Zensus)    | 2.604.814     |
| 1992 (Zensus)    | 2.701.697     |
| 2002 (Zensus)    | 2.523.021     |
| 2011 (Zensus)    | 2.360.805     |
| 2021 (Schätzung) | 2.302.227     |

## Wirtschaft
Im Jahr 2019 lag das regionale Bruttoinlandsprodukt je Einwohner, ausgedrückt in Kaufkraftstandards, bei 66 % des Durchschnitts der EU-27.